# Мёдль, Марта
Марта Мёдль (нем. Martha Mödl; 22 марта 1912, Нюрнберг, Германия — 17 декабря 2001, Штутгарт, Германия) — немецкая оперная певица (меццо-сопрано / сопрано). Наряду с Астрид Варнай и Биргит Нильссон, была одной из «трех великих вагнеровских послевоенных примадонн».

## Биография
С 12 лет брала уроки игры на фортепиано, с 28 лет занималась вокалом. Работала бухгалтером, потом поступила в Нюрнбергскую консерваторию. Её дебют состоялся достаточно поздно — в 1943 году в театре города Ремшайда (партия Гензеля в опере Э. Хумпердинка «Гензель и Гретель»). В 1945—1949 годах работала в Дюссельдорфе. На начальном этапе карьеры Мёдль исполняла партии меццо-сопрано (Кармен в одноимённой опере — эту партию она с успехом исполнила также в Лондоне в 1950 году, — Керубино в «Свадьбе Фигаро» и т. д.). В 1948 году впервые выступила в Венской опере (в партии Октавиана в «Кавалере розы»), там же она с успехом выступала как Марина Мнишек в «Борисе Годунове», Эболи в «Дон Карлосе», Иокаста в «Царе Эдипе» Стравинского, Церковная сторожиха в «Енуфе» Яначека, Леди Макбет в «Макбете» и т. д.
С 1949 года Мёдль выступала в Гамбургской опере, начав с этого же времени переход к партиям драматического сопрано, и заявив вскоре о себе как о выдающейся вагнеровской исполнительнице. В 1951 году Виланд Вагнер пригласил певицу на первый послевоенный Байройтский фестиваль, где Мёдль дебютировала в роли Кундри в «Парсифале». Ежегодно выступала на фестивале до 1967 года. С 1953 года являлась солисткой труппы Штутгартской Государственной оперы. В 1956-1960 годах выступала в «Метрополитен Опера» в Нью-Йорке. Гастролировала в ведущих оперных театрах мира. Марта Мёдль с успехом выступала в таких партиях, как Изольда в «Тристане и Изольде», Брунгильда в «Кольце Нибелунгов», Ортруда в «Лоэнгрине», Леонора в «Фиделио» Бетховена (эту роль она исполнила на открытии восстановленной Венской государственной оперы 5 ноября 1955 года) и т. д.
Певицу ценил дирижёр Вильгельм Фуртвенглер (обращают на себя внимание записи их совместных работ — «Кольцо Нибелунгов» и «Фиделио» 1953 года, «Валькирия» 1954 года). Яркий драматизм исполнения и удивительная вовлечённость в роль отмечали певицу.
В середине 1960-х годов певица начала переход обратно к ролям меццо-сопрано и контральто. В 1964-1965 годах с успехом исполнила партию Клитемнестры в «Электре» Р. Штрауса на Зальцбургском фестивале. С Байройтом распрощалась ролями Вальтрауты и Фрики. Участвовала также в ряде премьер опер современных композиторов.
В 1992 году, в возрасте 81 года, Мёдль исполнила партию Старой графини в «Пиковой даме» Чайковского на юбилейном спектакле в Венской опере, посвященном 50-летию её творческой деятельности. Парнерами Мёдль в этот вечер были Владимир Атлантов (Герман) и Мирелла Френи (Лиза).
В одном из поздних интервью певица говорила: «Когда-то отец Вольфганга Виндгассена, сам знаменитый тенор, сказал мне: „Марта, если тебя будут любить 50 процентов публики, считай, что ты состоялась“. И он был абсолютно прав. Всем, что я достигла за эти годы, я обязана только любви моего зрителя. Пожалуйста, напишите это. И ещё напишите обязательно, что эта любовь взаимная!»
В 2001 году, в возрасте 89 лет, исполнила партию Мамки Ксении в опере Борис Годунов М. Мусоргского в Комише опер в Берлине.

## Избранная дискография
- Л. ван Бетховен — Фиделио — 1953 (дирижёр Вильгельм Фуртвенглер)
- Л. ван Бетховен — Фиделио — 1955 (дирижёр Карл Бём)
- Р. Вагнер — Тристан и Изольда — 1952 (дирижёр Герберт фон Караян)
- Р. Вагнер — Тристан и Изольда — 1959 (дирижёр Фердинанд Ляйтнер)
- Р. Вагнер — Кольцо Нибелунга — 1953 (дирижёр Вильгельм Фуртвенглер)
- Р. Вагнер — Кольцо Нибелунга — 1953 (дирижёр Йозеф Кайльберт)
- Р. Вагнер — Валькирия — 1954 (дирижёр Вильгельм Фуртвенглер) (выпущена на пластинках фирмы «Мелодия» Д 033019-28)
- Р. Вагнер — Валькирия — 1954 (партия Зиглинды, дирижёр Йозеф Кайльберт)
- Р. Вагнер — Валькирия — 1955 (дирижёр Йозеф Кайльберт, Байройт)
- Р. Вагнер — Валькирия — 1955 (дирижёр Йозеф Кайльберт, Барселона)
- Р. Вагнер — Валькирия — 1960 (дирижёр Фердинанд Ляйтнер)
- Р. Вагнер — Зигфрид — 1957 (дирижёр Фриц Штидри)
- Р. Вагнер — Сумерки богов — 1951 (партия Гутруны и Третьей Норны, дирижёр Ханс Кнаппертсбуш)
- Р. Вагнер — Сумерки богов — 1952 (партия Гутруны и Третьей Норны, дирижёр Йозеф Кайльберт)
- Р. Вагнер — Сумерки богов — 1955 (дирижёр Йозеф Кайльберт)
- Р. Вагнер — Сумерки богов — 1967 (партия Вальтрауты, дирижёр Карл Бём)
- Р. Вагнер — Парсифаль — 1949 (дирижёр Рихард Краус)
- Р. Вагнер — Парсифаль — 1951 (дирижёр Ханс Кнаппертсбуш)
- Р. Вагнер — Парсифаль — 1952 (дирижёр Ханс Кнаппертсбуш)
- Р. Вагнер — Парсифаль — 1953 (дирижёр Клеменс Краус)
- Р. Вагнер — Парсифаль — 1954 (дирижёр Ханс Кнаппертсбуш)
- Р. Вагнер — Парсифаль — 1956 (дирижёр Ханс Кнаппертсбуш)
- Р. Вагнер — Парсифаль — 1956 (дирижёр Ойген Йохум)
- Р. Вагнер — Парсифаль — 1957 (дирижёр Ханс Кнаппертсбуш)
- Р. Вагнер — Парсифаль — 1959 (дирижёр Ханс Кнаппертсбуш)
- Дж. Верди — Макбет — 1950 (дирижёр Йозеф Кайльберт)
- Ж. Оффенбах — Сказки Гофмана — 1950 (партия Джульетты, дирижёр Ойген Сенкар)
- Г. Пёрселл — Дидона и Эней — 1955 (дирижёр Ханс Шмидт-Иссерштедт)
- И. Стравинский — Царь Эдип — 1952 (дирижёр Игорь Стравинский)
- Р. Штраус — Женщина без тени — 1963 (партия Кормилицы, дирижёр Йозеф Кайльберт)
- Р. Штраус — Электра — 1950 (дирижёр Димитрис Митропулос)
- Р. Штраус — Электра — 1964 (дирижёр Герберт фон Караян)
- П. И. Чайковский — Пиковая дама — 1992 (дирижёр Сэйдзи Одзава)